# Oxyeleotris
Oxyeleotris is een geslacht van straalvinnige vissen uit de familie van slaapgrondels (Eleotridae).

## Soorten
- Oxyeleotris altipinna Allen & Renyaan, 1996
- Oxyeleotris aruensis (Weber, 1911)
- Oxyeleotris caeca Allen, 1996
- Oxyeleotris fimbriata (Weber, 1907)
- Oxyeleotris herwerdenii (Weber, 1910)
- Oxyeleotris heterodon (Weber, 1907)
- Oxyeleotris lineolata (Steindachner, 1867)
- Oxyeleotris marmorata (Bleeker, 1852)
- Oxyeleotris nullipora Roberts, 1978
- Oxyeleotris paucipora Roberts, 1978
- Oxyeleotris selheimi (Macleay, 1884)
- Oxyeleotris siamensis (Günther, 1861)
- Oxyeleotris stagnicola Allen, Hortle & Renyaan, 2000
- Oxyeleotris urophthalmoides (Bleeker, 1853)
- Oxyeleotris urophthalmus (Bleeker, 1851)
- Oxyeleotris wisselensis Allen & Boeseman, 1982